# Itagaki Nobukata
Itagaki Nobukata (板垣 信方, ou encore 信形 pour les kanjis de son prénom ; 1489 - 23 mars 1548) était un des célèbres 24 généraux de Takeda Shingen, connu à la fois pour ses talents guerriers et ses stratégies.

## Biographie
D'abord vassal de Takeda Nobutora, il devient l'un des chefs de la conspiration qui déposera Nobutora en 1541, après quoi il devient un proche conseiller de Shingen. Il a aussi appartenu à l'une de ses unités d'espionnage.
Au nombre de ses faits d'armes, on peut également citer la soumission forcée de Suwa Yorishige à Shingen en 1542, la prise du château de Takato en 1545 et la victoire sur Norimasa Uesugi à Usui Toge en 1546. Ces deux dernières victoires font de lui une pièce maîtresse de la conquête de la province de Shinano et confirment ses talents de tacticien.
Après ces victoires, Nobukata devient de plus en plus orgueilleux, et commence à organiser des cérémonies de victoires sans réellement gagner de batailles, lesquelles deviennent rapidement moins nombreuses. Étant donné qu'il est le plus âgé des vassaux et ayant éduqué Shingen, peu peuvent se permettre de critiquer son attitude. En 1547, Nobukata et ses troupes sont pratiquement éliminés dans une bataille contre le clan Murakami, et s'il n'avait pas été secouru à temps par Hara Toratane, Nobukata lui-même était tout autant en danger. Shingen lui offre alors le waka suivant pour l'encourager à se corriger :
Dare mo Miyo Mitsureba Yagate Kaku Tsuki no Izayofu Ana ya Hito no Yo no Naka

誰もみよ 満つればやがて 欠く月の 十六夜ふ穴や 人の世の中

Tout le monde voit que même une superbe pleine lune commence à réduire sa taille avec le temps qui passe.

Même dans nos vies humaines les choses se passent ainsi.
En 1548, à la bataille d'Uedahara, Nobukata, satisfait d'une victoire, fait s'arrêter ses troupes pour faire une cérémonie. Les troupes de Murakami se regroupent alors et contre-attaquent. Nobukata meurt dans la bataille.